# Myricales
Myricales is een botanische naam, voor een orde van tweezaadlobbige planten: de naam is gevormd uit de familienaam Myricaceae. Een orde onder deze naam, wordt met een zekere regelmaat erkend door systemen voor plantentaxonomie, maar niet door het APG-systeem (1998) en het APG II-systeem (2003): daar worden de betreffende planten opgenomen in de orde Fagales.
In het Cronquist-systeem (1981), waar de orde geplaatst was in een onderklasse Hamamelidae, was de omschrijving:
- orde Myricales
familie Myricaceae

Dit is ook de omschrijving in het Wettsteinsysteem (1935), het Dahlgrensysteem en het Revealsysteem.